# Форстон (город, Миннесота)
Форстон (англ. Foreston) — город в округе Мил-Лакс, штат Миннесота, США. На площади 3,7 км² (3,7 км² — суша, водоёмов нет), согласно переписи 2002 года, проживают 389 человек. Плотность населения составляет 104,5 чел./км².
- Телефонный код города — 320
- Почтовый индекс — 56330
- FIPS-код города — 27-21824[1]
- GNIS-идентификатор — 0643815[2]